# 29-es busz (Székesfehérvár)
A székesfehérvári 29-es jelzésű autóbusz a Jancsár utca és a Hübner András utca között közlekedett, Jancsár utcai kijelölt végállomással. A viszonylatot a Volánbusz üzemeltette.

## Története
2006. szeptember 1-jén indult régi lakossága kívánatra, első palotavárosi buszjáratként. Eleinte sűrű, akár 20 perces járatsűrűséggel közlekedett, majd később leritkult. 2024. április 2.-án beleolvadt a 20-as járatba, mellyel közvetlenül elérhető a vasútállomás és a kórház is, sűrűbb menetrenddel.

## Útvonala
| Jancsár utca → Hübner András utca → Jancsár utca |
| --- |
| Jancsár utca vá. – Bakony utca – Horog utca – Selyem utca – Halász utca – Horog utca – Kelemen Béla utca – Gánts Pál utca – Hübner András utca mh. – Gánts Pál utca – Hübner András utca – Kelemen Béla utca – Horog utca – Halász utca – Selyem utca – Horog utca – Bakony utca – Jancsár utca vá. |

## Megállóhelyei
| 0 | Jancsár utca végállomás | 14 | 10, 20, 22, 23, 23E, 24, 25, 26, 26A 8050, 8055, 8060, 8062, 8067, 8068, 8069, 8070, 8078 | Jancsár Hotel                  |
| 2 | Cserepes köz            | 12 |                                                                                           |                                |
| 3 | Csapó utca              | 11 | 11A, 12A, 13A, 15, 15Y, 17, 40, 41, 42, 43, 44                                            | Bory Jenő Általános Iskola     |
| 4 | Palotavárosi tavak      | 10 |                                                                                           |                                |
| 5 | Beszédes József tér     | 9  |                                                                                           | István Király Általános Iskola |
| 7 | Hübner András utca      | 7  |                                                                                           |                                |